# Eine Liebe in Deutschland
Eine Liebe in Deutschland is een West-Duitse dramafilm uit 1983 onder regie van Andrzej Wajda.

## Verhaal
Pauline Kropp houdt tijdens de oorlog een groentewinkel in een klein Duits dorp in de buurt van de Zwitserse grens. Ze wordt verliefd op de Poolse dwangarbeider Stanislaus. Wanneer hun liefdesaffaire aan het licht komt, wordt Stanislaus geëxecuteerd. Pauline wordt veroordeeld tot meer dan twee jaar in een concentratiekamp.

## Rolverdeling
| Acteur                | Personage               |
| --------------------- | ----------------------- |
| Hanna Schygulla       | Paulina Kropp           |
| Piotr Lysak           | Stanislaus              |
| Armin Mueller-Stahl   | Mayer                   |
| Ralf Wolter           | Schulze                 |
| Daniel Olbrychski     | Wiktorczyk              |
| Bernhard Wicki        | Dr. Borg                |
| Gérard Desarthe       | Karl Wyler              |
| Elisabeth Trissenaar  | Elsbeth Schnittgens     |
| Sigfrit Steiner       | Melchior                |
| Erika Wackernagel     | Mevrouw Melchior        |
| Serge Merlin          | Alker                   |
| Thomas Ringelmann     | Herbert                 |
| Friedrich G. Beckhaus | Burgemeester Zinngruber |
| Otto Sander           | Verteller               |
| Ben Becker            | Klaus                   |